# Falling Down (Lil Peep e XXXTentacion)
Falling Down è un singolo dei rapper statunitensi Lil Peep e XXXTentacion, pubblicato postumo il 19 settembre 2018. In ottobre 2018, il singolo ha raggiunto la tredicesima posizione nella Billboard Hot 100, diventando così la posizione più alta mai raggiunta da Peep.

## Antefatti
Falling Down è stata registrata originariamente per il brano Sunlight on your skin durante una sessione in studio a Londra tra iLoveMakonnen e Lil Peep, come parte di un progetto collaborativo. Il produttore ha affermato che il testo "Guardiamo la pioggia mentre cade giù" è stato descritto al momento in cui Lil Peep ha registrato la canzone, ovvero mentre all'esterno dello studio pioveva. A novembre 2017, tuttavia, Lil Peep è morto per overdose volontaria di Fentanyl e Xanax, lasciando incompiuto il progetto. La canzone è stata riprodotta in livestream da iLoveMakonnen dopo la sua morte e poi n'è stata caricata una parte su YouTube, dove XXXTentacion l'ascoltò. XXXTentacion contattò iLoveMakonnen e registrò un verso sopra la parte di Makonnen come tributo a Lil Peep. Il rapper ha poi affermato che se avesse visto il lato migliore di Peep prima che morisse gli sarebbe stato un buon amico. XXXTentacion è morto il 18 giugno 2018 da ferita da arma da fuoco, lasciando questo testo come uno degli ultimi che abbia mai registrato.

## Pubblicazione
Il 18 agosto 2018, iLoveMakonnen annunciò la collaborazione tra Lil Peep e XXXTentacion al fianco del produttore Smokeasac, sostenendo che la canzone sarebbe stata pubblicata il 19 agosto 2018. Ha aggiunto inoltre che la canzone è una rielaborazione di Sunlight on your skin, una canzone scritta e registrata da Makonnen e Peep nel 2017, prima della sua morte. La nuova versione presenta versi di XXXTentacion che ha registrato dopo la morte di Lil Peep per rendere omaggio al rapper deceduto.
La canzone è uscita il 19 settembre 2018, dopo un lungo ritardo, annunciato dalle madri di Lil Peep e XXXTentacion. La madre di XXXTentacion, Cleopatra Bernard, ha caricato l'anteprima su Instagram, sottotitolandola "Dalla madre di Peep e io", con Makonnen che confermò quanto ciò fosse effettivamente il desiderio di entrambe le madri.
Fish Narc, un membro del collettivo GothBoiClique di Lil Peep, si è opposto all'inclusione di XXXTentacion sulla canzone. Nell'agosto 2018, Fish Narch ha pubblicato una storia su Instagram in cui ha rinnegato la collaborazione. Ha dichiarato: "[Peep] ha esplicitamente rifiutato XXX per il suo abuso sulle donne, ha speso tempo e denaro per rimuovere le canzoni di XXX dalle sue playlist di Spotify e non avrebbe co-firmato quella canzone. Non ascoltatela". Allo stesso modo, uno dei più stretti collaboratori di Lil Peep, Lil Tracy ha detto che i due artisti non erano "mai stati amici [e] non si sono nemmeno piaciuti".
Durante un'intervista con XXL, Makonnen ha difeso la sua decisione di includere XXXTentacion, affermando: "Se Lil Peep fosse vivo, e io e Peep eravamo amici, credo di aver potuto parlare con lui dal momento che è il nostro progetto insieme, direi che sarebbe stato molto aperto a parlare con chiunque e a fare qualsiasi tipo di cose creative". Makonnen ha menzionato il ruolo delle madri di Lil Peep e XXXTentacion che avevano nel concepire la canzone. "Sicuramente penso che sia stato il desiderio delle madri. [X] se n'è appena andato tragicamente via e anche Peep se n'è andato. Penso che sia qualcosa che hanno in comune entrambe le mamme. Le madri hanno l'ultima parola perché sono i loro figli in fin dei conti". Tuttavia, la sua affermazione va in conflitto con un commento della madre di Lil Peep, Liza Womack, fatto verso agosto in risposta alle preoccupazioni di un fan su Instagram. La collaborazione con XXXTentacion ssarebbe stata una "scelta di Makonnen" e non sua. I diritti sulla musica inedita di Lil Peep infatti sono di proprietà della Columbia Records.

## Tracce
1. Falling Down – 3:16 (testo: Gustav Åhr, Makonnen Sheran, Jahseh Onfroy – musica: IIVI, John Cunningham, Mike Will Made It)

## Formazione
Musicisti
- XXXTentacion - voce, testi
- Lil Peep - voce, testi
- Valentin Leon Blavatnik - testi
- ILoveMakonnen - testi
- Mike Will Made It - testi, produzione
- George Astasio - chitarra
- John Cunningham - missaggio, registrazione, pianoforte, chitarra, batteria, produzione

Produzione
- Robert Soukiasyan - missaggio
- Edgard Herrera - registrazione
- IIVI - produzione
- Dave Kutch - ingegnere mastering

## Classifiche
| Classifica (2018) | Posizione massima |
| ----------------- | ----------------- |
| Australia         | 7                 |
| Austria           | 10                |
| Belgio (Fiandre)  | 43                |
| Belgio (Vallonia) | 11                |
| Canada            | 5                 |
| Danimarca         | 5                 |
| Estonia           | 4                 |
| Finlandia         | 1                 |
| Francia           | 48                |
| Germania          | 12                |
| Irlanda           | 9                 |
| Italia            | 29                |